# NHL Challenge
NHL Challenge – mecze towarzyskie pomiędzy drużynami z północnoamerykańskiej ligi NHL a zespołami z fińskiej SM-liiga oraz szwedzkiej Elitserien.
Mecze te były sędziowane na zasadach jakie obowiązują w NHL oraz przez sędziów z tej ligi.
Dotychczas zostały rozegrane trzy serie NHL Challenge: w 2000, 2001 oraz 2003 roku. We wszystkich sześciu meczach zwyciężyły zespoły z NHL (pięciokrotnie przegrały z nimi kluby szwedzkie, raz fiński).

## Mecze NHL Challenge
2000
- 13 września, Vancouver Canucks – MODO Hockey 5:2 (Stockholm Globe Arena)
- 15 września, Vancouver Canucks – Djurgårdens IF 2:1 (Stockholm Globe Arena)

2001
- 17 września, Colorado Avalanche – Brynäs IF 5:3 (Stockholm Globe Arena)

2003
- 16 września, Toronto Maple Leafs – Jokerit 5:3 (Hartwall Areena)
- 18 września, Toronto Maple Leafs – Djurgårdens IF 9:2 (Stockholm Globe Arena)
- 19 września, Toronto Maple Leafs – Färjestads BK 3:0 (Stockholm Globe Arena)